# David M. Glantz
David M. Glantz (* 11. Januar 1942 in Port Chester, New York) ist ein US-amerikanischer Militärhistoriker und Herausgeber des Journal of Slavic Military Studies.

## Leben
Glantz erwarb Abschlüsse in Geschichte am Virginia Military Institute und an der University of North Carolina at Chapel Hill. Er studierte Russisch am U.S. Army Command and General Staff College und besuchte das U.S. Army War College. 1963 begann er seinen aktiven Dienst bei der US Army und diente in Vietnam als Artillerieoffizier und Artilleriebeobachter. Glantz war von 1969 bis 1973 Mitglied der Fakultät für Geschichte an der United States Military Academy. Er war Gründer und zuletzt Direktor des US Army Foreign Military Studies Office in Fort Leavenworth. Im Jahr 1987 gründete er The Journal of Soviet Military Studies. 1993 schied er im Rang eines Obersts (Colonel) aus dem aktiven Dienst aus. Im selben Jahr benannte er die von ihm herausgegebene Zeitschrift in The Journal of Slavic Military Studies um.
Von vielen wird Glantz als führender Militärhistoriker angesehen, was die Rolle der Sowjetunion im Zweiten Weltkrieg betrifft. Sein Name ist eng mit der These verbunden, dass die militärgeschichtliche Betrachtung der Sowjetunion im Zweiten Weltkrieg zu voreingenommen ist. Den Grund dafür sieht Glantz primär in der überwiegenden Verwendung von deutschen Quellen, ob mündlicher oder schriftlicher Art. Im Vergleich dazu mangele es an der angemessenen Verarbeitung sowjetischen Materials. Dies beschreibt er ausführlicher in The Failures of Historiography: Forgotten Battles of the German-Soviet War (1941–1945).
Glantz ist auch als Gegner der Thesen Viktor Suworows über die angeblichen Angriffspläne der Sowjetunion gegenüber den Achsenmächten bekannt, die er in dem Buch Stumbling Colossus anhand umfangreicher Quellen und Statistiken entkräftet hat.
Er lebt mit seiner Frau in Carlisle. Seine Tochter Mary E. Glantz ist ebenso Historikerin, sie schrieb FDR And The Soviet Union: The President's Battles Over Foreign Policy, ISBN 070061365X.
Glantz ist Mitglied der Russischen Akademie der Wissenschaften. 1996 erhielt er den The Arthur Goodzeit Book Award und 2000 den Samuel Eliot Morison Prize. 2009 erhielt er den Special Award des New York Military Affairs Symposium. Für 2020 wurde Glantz der Pritzker Literature Award for Lifetime Achievement in Military Writing zugesprochen.

## Schriften

### Allgemein zum Deutsch-Sowjetischen Krieg 1941–1945
- mit Jonathan House: When Titans Clashed: How the Red Army Stopped Hitler, University Press of Kansas, Lawrence (Kansas), 1995, ISBN 0-7006-0717-X.
- Stumbling Colossus: The Red Army on the Eve of World War, University Press of Kansas, 1998, ISBN 0-7006-0879-6.
- Mitautor in Keith E. Bonn (Hrsg.): Slaughterhouse. Handbook of the Eastern Front, The Aberjona Press 2004
- Colossus Reborn: The Red Army at War, 1941–1943, University Press of Kansas, 2005, ISBN 0-7006-1353-6.
- Companion to Colossus Reborn: Key Documents and Statistics, University Press of Kansas, 2005, ISBN 0-7006-1359-5.

### Einzelne Schlachten und Operationen im Deutsch-Sowjetischen Krieg 1941–1945
- From the Don to the Dnepr: Soviet Offensive Operations, December 1942-August 1943, London, Portland, F. Cass, 1991, ISBN 0-7146-3350-X.
- Kharkov 1942: Anatomy of a Military Disaster, 1998, ISBN 1-885119-54-2.
- Zhukov's Greatest Defeat: The Red Army's Epic Disaster in Operation Mars, 1942, University Press of Kansas, 1999, ISBN 0-7006-0944-X.
- mit Jonathan House: The Battle of Kursk, University of Kansas Press, Lawrence/Kansas 1999, ISBN 0-7006-0978-4.
- Barbarossa: Hitler's Invasion of Russia 1941, Stroud (Gloucestershire), Tempus 2001, ISBN 0-7524-1979-X.
- The Siege of Leningrad, 1941–1944: 900 Days of Terror, Osceola/Wisconsin, MBI Publishing, 2001, ISBN 0-7603-0941-8.
- The Battle for Leningrad, 1941–1944, University Press of Kansas, 2002, ISBN 0-7006-1208-4.
- August Storm: The Soviet Strategic Offensive in Manchuria, 1945, Fort Leavenworth, Combat Studies Institute, US Army Command and General Staff College, United States Government Printing Office, Washington D.C., 1984, London, Portland, Frank Cass 2003, ISBN 0-7146-5279-2.
- Red Storm Over the Balkans: The Failed Soviet Invasion of Romania, Spring 1944, University Press of Kansas, 2007, ISBN 0-7006-1465-6.
- mit Jonathan House: To the gates of Stalingrad. Soviet-German combat operations, April-August 1942, University Press of Kansas 2009 (erster Band einer Trilogie über Stalingrad)
- mit Jonathan House: Armageddon in Stalingrad. September-November 1942, University Press of Kansas, 2009 (zweiter Band einer Trilogie über Stalingrad)
- Barbarossa Derailed: The Battle for Smolensk 10 July–10 September 1941, Volume 1: The German Advance to Smolensk, the Encirclement Battle, and the Fir, 2010, Band 2 2012, Band 3 2014 (Band 1–3 von 4 geplanten Bänden)

### Spezielle Studien zur Sowjetarmee
- The Military Strategy of the Soviet Union: A History, London, Portland (Oregon), F. Cass, 1992, ISBN 0-7146-3435-2.
- Soviet Military Operational Art: in pursuit of deep battle, London, Portland, F. Cass, 1991
- The History of Soviet Airborne Forces, Ilford, Portland (Oregon), F. Cass, 1994, ISBN 0-7146-3483-2.
- Soviet Airborne Experience, Combat Studies Institute, Fort Leavenworth, 1985
- The Role of Intelligence in Soviet Military Strategy in World War II, Novato (California), Presidio 1990
- Soviet Military Intelligence in War, F. Cass 1990
- Soviet Military Deception in the Second World War, London, Totowa (New Jersey), F. Cass 1989, ISBN 0-7146-3347-X.
- Soviet Conduct of Tactical Maneuver: spearhead of the offensive, London, Portland, F. Cass 1991

### Sonst
- Herausgeber: Initial period on the eastern front, 22. Juni – August 1941, Proceedings of the 4th Art of War Symposium, Garmisch, 1987, F. Cass 1993
- Mitautor mit Sampo Ahto u. a.: Operative Idee und ihre Grundlagen. Ausgewählte Operationen des Zweiten Weltkriegs, Herford, Bonn, E.S. Mitter 1989

Glantz war auch Übersetzer und Herausgeber verschiedener russischer Dokumente und Erlebnisberichte zum Zweiten Weltkrieg (Tagebücher und Aufzeichnungen von Soldaten, die sowjetischen Generalstabsstudien für die Schlacht von Kursk 1943, Weißrussland und Lwow 1944, Korsun-Shevshenkovskii-Operation) und übersetzte russische Bücher (wie die von Alexander Maslow über gefallene und gefangengenommene sowjetische Generäle).

## Studien für die US Army
- August storm the Soviet strategic offensive in Manchuria by David M.Glantz (Memento vom 27. Dezember 2009 im Internet Archive)
- August Storm Soviet Tactical and Operational Combat in Manchuria, 1945 by LTC David M. Glantz (Memento vom 17. August 2009 im Internet Archive)
- The Soviet Airborne Experience by LTC David M. Glantz (Memento vom 18. Oktober 2004 im Internet Archive)
- Soviet Defensive Tactics at Kursk, July 1943 by COL David M. Glantz (Memento vom 13. Januar 2010 im Internet Archive)